# Аллопатия
Аллопа́тия (от греч. ἄλλος «другой, иной» + πάϑος «страдание, болезнь») — термин, обычно используемый натуропатами, особенно гомеопатами и сторонниками других направлений альтернативной медицины для обозначения фармакотерапии и других методов классической медицины. Он был введён основоположником гомеопатии Ганеманом, который противопоставлял «аллопатию» гомеопатическим методикам — назначению препаратов, вызывающих симптомы, аналогичные симптомам болезни.

## Использование термина

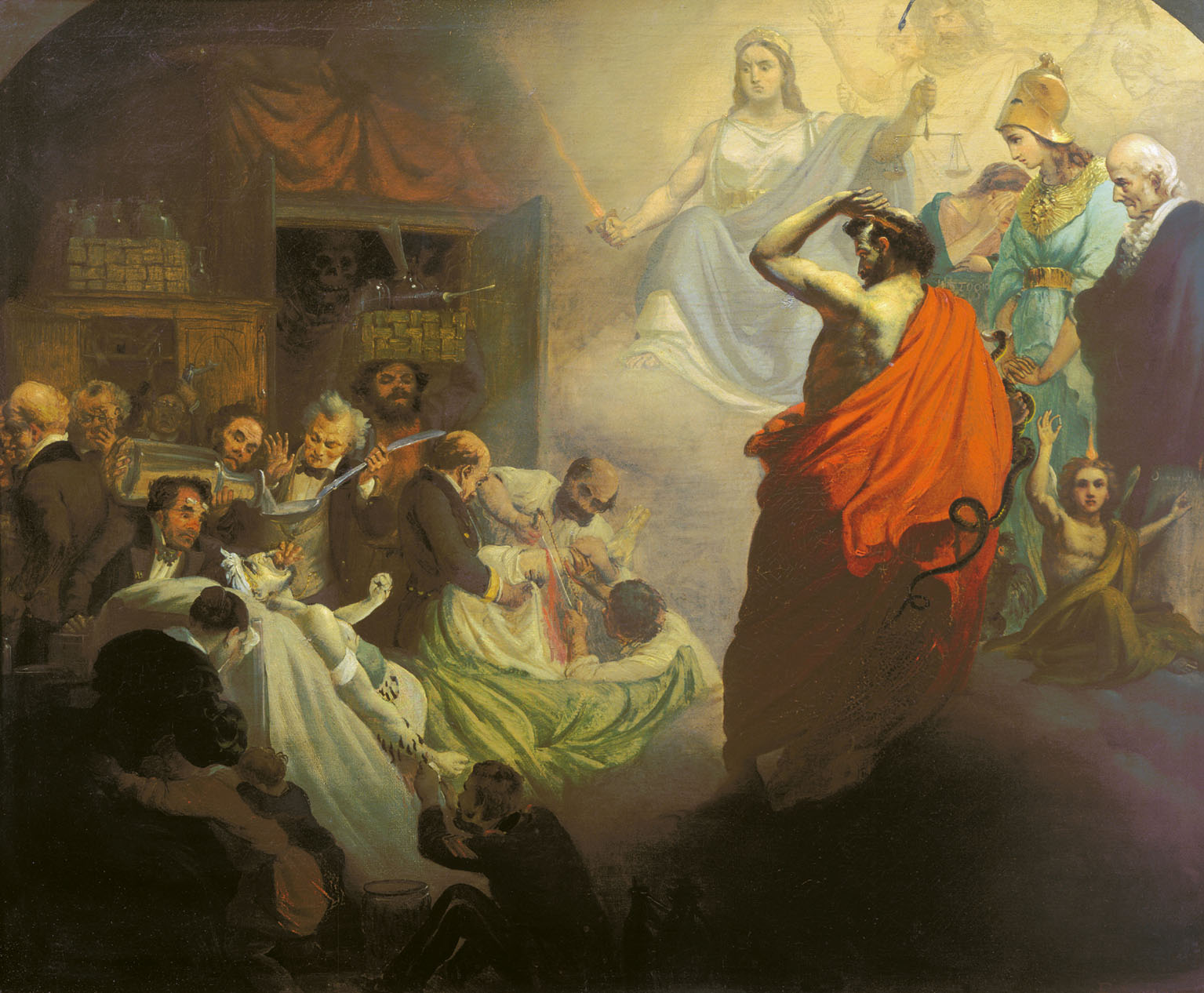
Гомеопатия, взирающая на ужасы Аллопатии. А. Е. Бейдеман, 1857

В современной медицине термин практически не употребляется, так как даже в случае современной симптоматической терапии лечение в наибольшей степени ориентировано на подавление патологических процессов, а не их внешних проявлений. Использование термина в классической медицине сохранено только при сравнении результатов клинических испытаний гомеопатических и обычных («аллопатических», «ортодоксальных») лекарственных средств.
Более корректным термином является термин «доказательная медицина», принцип которой — лечить тщательно проверенными средствами, польза которых превышает вред. Именно это (а не соответствие или несоответствие гомеопатическому принципу подобия) и отличает классическую медицину от гомеопатии. Классическая медицина стремится, в отличие от гомеопатии, рассматривать соотношение пользы и риска при выработке рекомендаций к лечению и использует многие препараты с доказанной эффективностью, в отличие от гомеопатических препаратов, которые не имеют доказанной эффективности ни по одному показанию и применение которых основано по сути на антинаучных принципах.
Вместе с тем термин «аллопатия» достаточно широко применяется сторонниками альтернативной медицины и в особенности гомеопатии для обозначения как медикаментозных методов терапии, так и для научных принципов классической медицины.